# Drajčići
Drajçiq en albanais et Drajčići en serbe latin (en serbe cyrillique : Драјчићи) est un village du Kosovo situé dans la commune/municipalité de Prizren/Prizren et dans le district de Prizren/Prizren. Selon le recensement kosovar de 2011, elle compte 151 habitants.

## Histoire
L'église Saint-Nicolas, située dans le village, a été construite dans le dernier quart du XVIe siècle ; en raison de son importance, l'édifice est inscrit sur la liste des monuments culturels d'importance exceptionnelle de la République de Serbie.

## Démographie

### Évolution historique de la population dans la localité
| 1948 | 1953 | 1961 | 1971 | 1981 | 1991 | 2011 |
| ---- | ---- | ---- | ---- | ---- | ---- | ---- |
| 554  | 538  | 496  | 493  | 365  | 279  | 151  |

|  |

### Répartition de la population par nationalités (2011)
En 2011, les Bosniaques représentaient 62,91 % de la population, les Albanais 18,54 % et les Serbes 17,22 %.